# Rudé léto

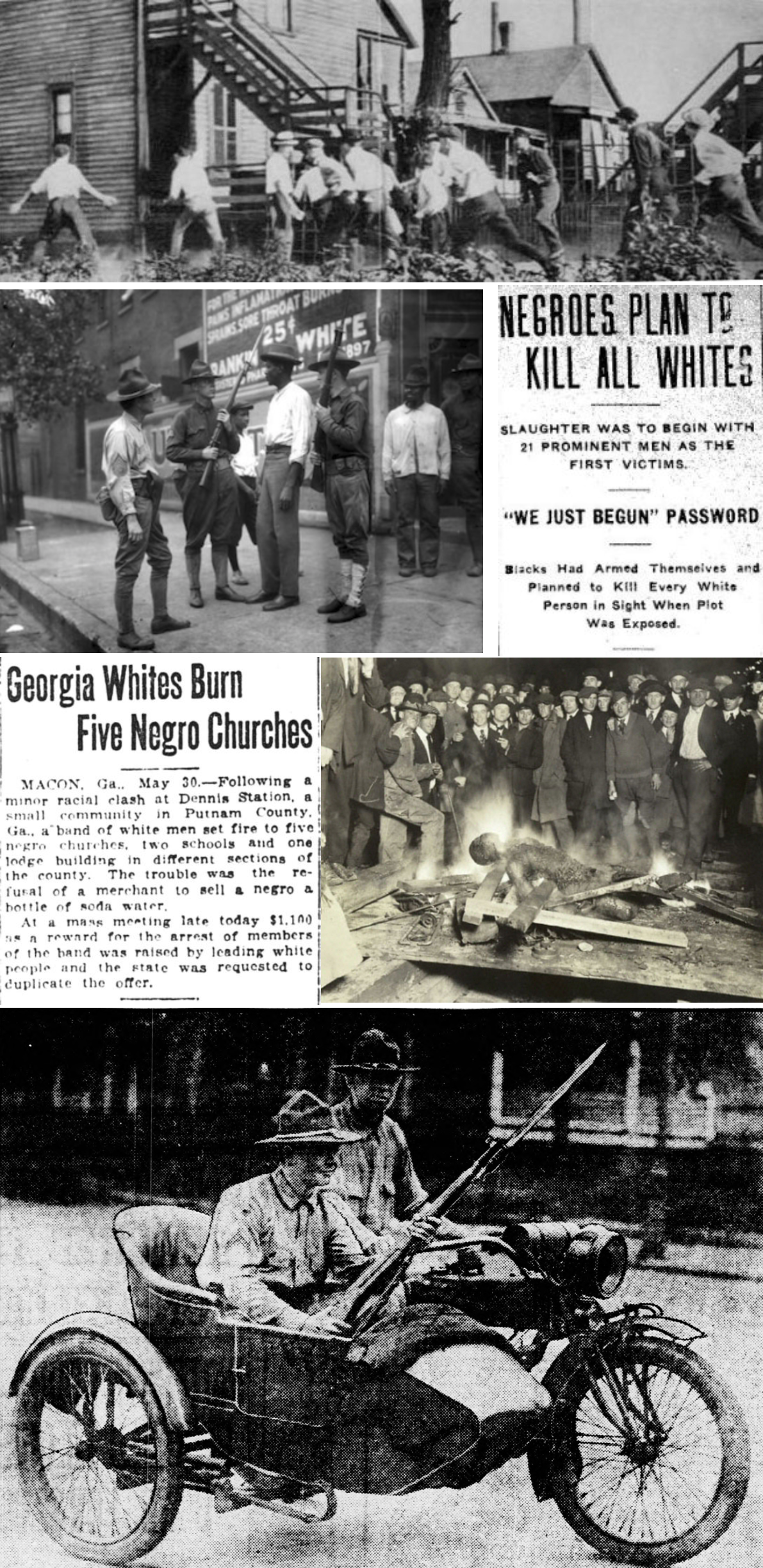

Jako Rudé léto (anglicky Red Summer) je označováno období od konce zimy do začátku podzimu roku 1919, během kterého se ve více než třech desítkách měst po celých Spojených státech a v jednom venkovském okrese v Arkansasu odehrál bílý rasistický terorismus a rasové nepokoje. Termín „Rudé léto“ vymyslel aktivista a autor James Weldon Johnson, který byl od roku 1916 zaměstnán jako tajemník u Národní asociace pro povýšení barevných lidí (NAACP). V roce 1919 organizoval mírové protesty proti rasovému násilí, k němuž došlo v létě.
Ve většině případů útoky sestávaly z násilí páchaného bílými na černých. Mnoho Afroameričanů se však také bránilo, zejména při rasových nepokojích v Chicagu a Washingtonu, které vyústily v 38, respektive 15 úmrtí, spolu s ještě větším počtem zranění a rozsáhlými škodami na majetku v Chicagu. Nejvyšší počet mrtvých byl přesto zaznamenán na venkově v okolí Elaine v Arkansasu, kde bylo zabito odhadem 100–240 černochů a pět bílých – událost, nyní známá jako masakr v Elaine.
Tyto protičernošské nepokoje se vyvinuly ze sociálního napětí po skončení světové války. Obecně měly vztah k demobilizaci černých a bílých příslušníků ozbrojených sil Spojených států po první světové válce. Další roli hrál poválečný ekonomický propad. Třetím důvodem byla větší konkurence na trzích práce a bydlení mezi Euroameričany a Afroameričany. Toto období bylo rovněž poznamenáno pracovními nepokoji, kvůli nimž někteří průmyslníci využívali černochy jako stávkokaze, což dále vzbuzovalo nelibost bílých pracovníků.
Nepokoje a zabíjení byly rozsáhle dokumentovány tiskem, který se spolu s federální vládou obával socialistického a komunistického vlivu na černé hnutí za občanská práva, v souvislosti s bolševickou revolucí v Rusku v roce 1917. Báli se také zahraničních anarchistů, kteří právě v té době výrazně zvýšili svou činnost a posílali bomby do domů a podniků významných osobností a vládních představitelů (období tzv. Rudého strachu).